# Égszínkék boglárka
Az égszínkék boglárka (Polyommatus bellargus) a rovarok (Insecta) osztályába, a lepkék (Lepidoptera) rendjébe és a boglárkalepkék (Lycaenidae) családjába tartozó faj.

## Származása, elterjedése
Egész Európában és Nyugat-Ázsiában megtalálni, Elterjedési területének centruma Dél- és Közép-Európa, így Magyarországon is helyenként gyakori.

## Megjelenése
Szárnyának fesztávolsága 3,2 centiméter. A hím szárnyának felszíne szemet gyönyörködtetően szép, fémes égszínkék. A nőstényé barna, a tövénél kékes hintéssel, hátsó szárnyán narancssárga foltok sorával. Mindkét ivarú lepke szárnyszegélye és szárnyainak rojtja tarka, szürkésbarna fonákuk narancssárga és fekete foltos. Kék hintés a hím szárnyának fonákán, annak töve táján is előfordul.
A sötétes zöld hernyón két sárga csík fut végig: egy fent és egy lent. Hossza 1,5 centiméterig mehet el. 
|  |  |

## Életmódja, élőhelye
Azokat a meszes talajú, virágos réteket kedveli, amelyeken a legeltetés miatt alacsony a fű. A hernyó tápnövénye a heverő patkóhere (Hippocrepis comosa).
Évente két nemzedéke repül:
- május–júniusban és
- július–augusztusban.

## Hasonló fajok
- közönséges boglárka (Polyommatus icarus)
- fóti boglárka (Plebejus sephyrus)